# Stopień Wodny Zacisze

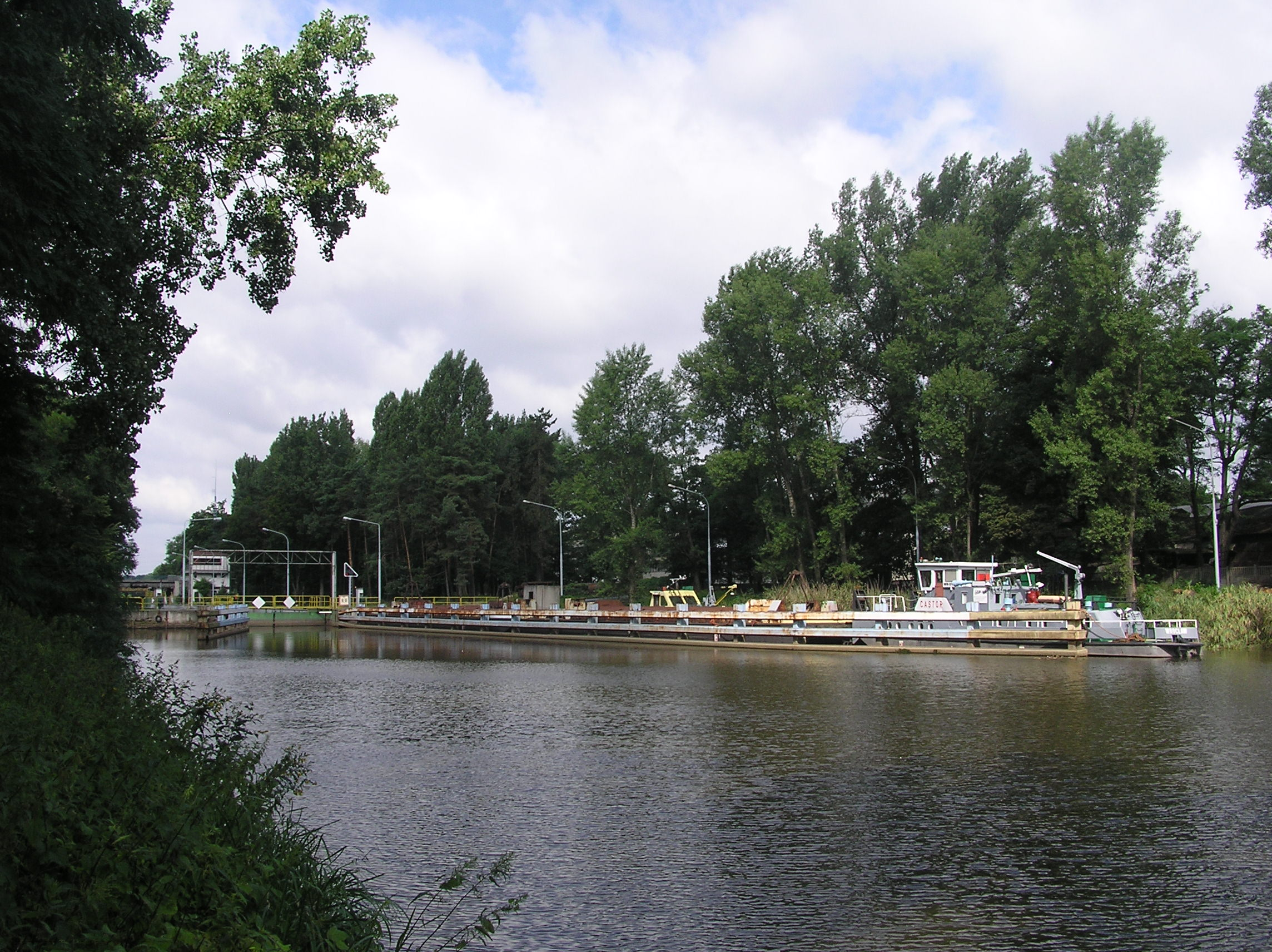
Śluza Zacisze (stanowisko górne)

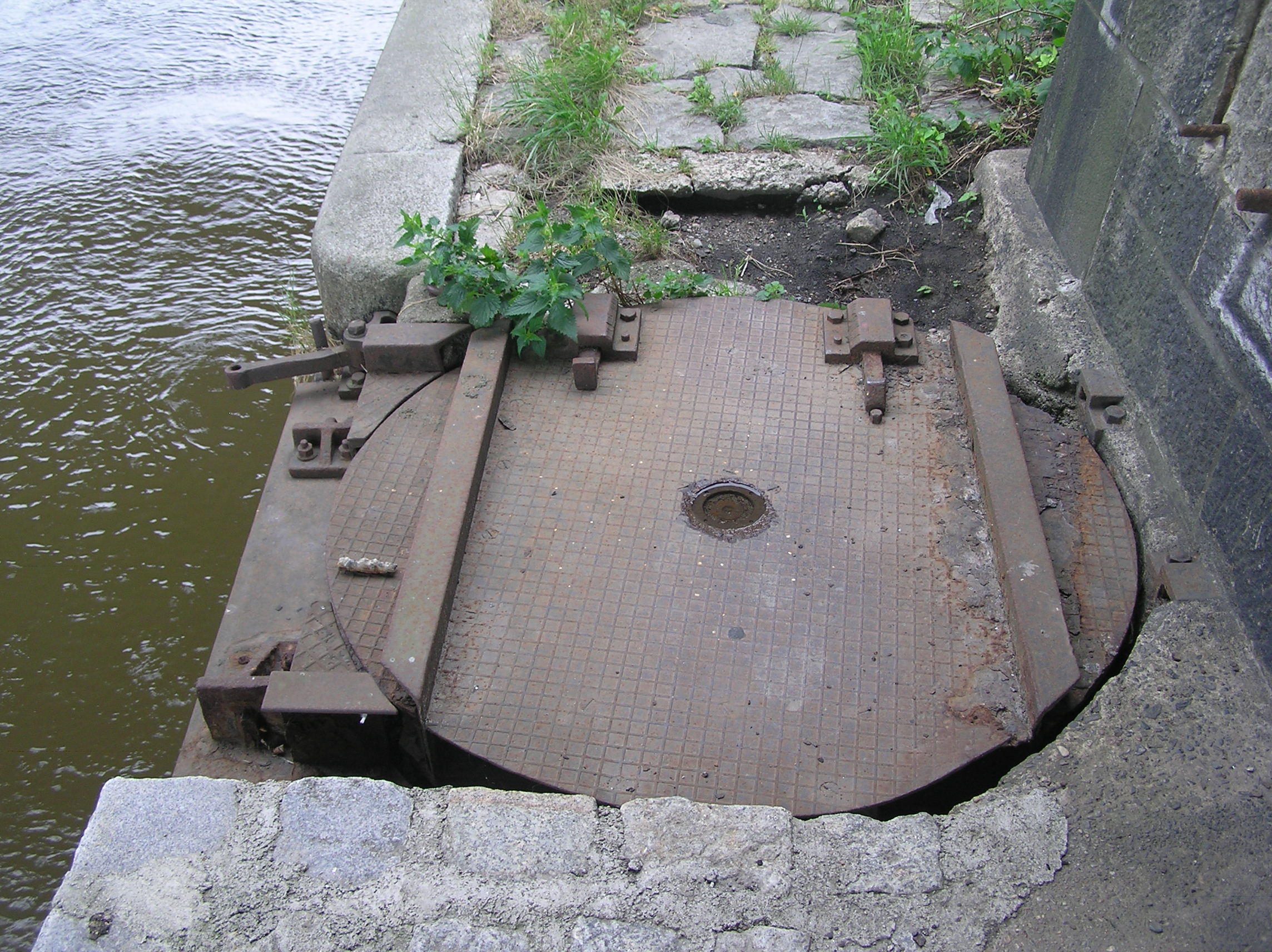
Jaz Zacisze (obrotnica wagonów)

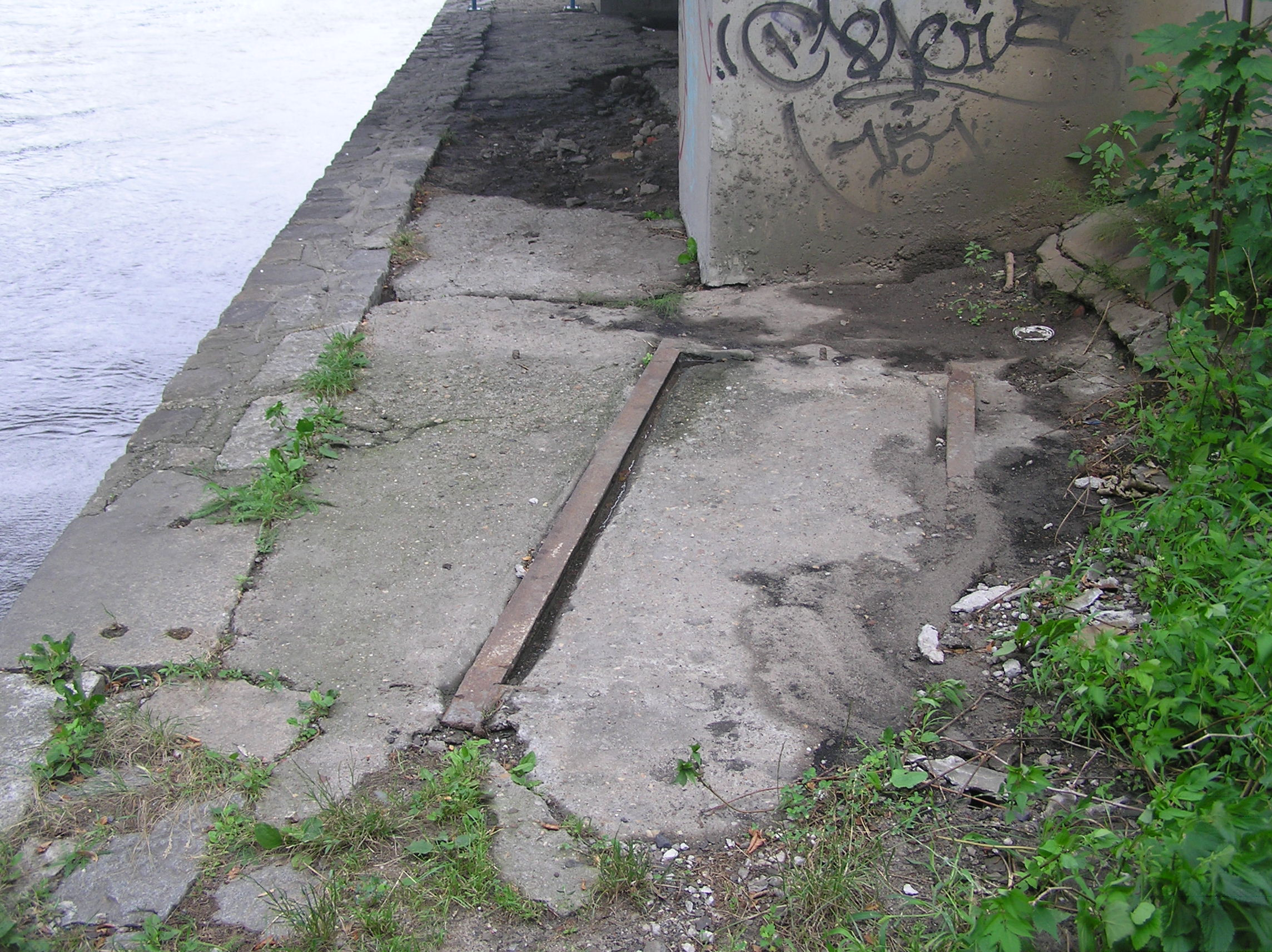
Jaz Zacisze (pozostałość po torach)

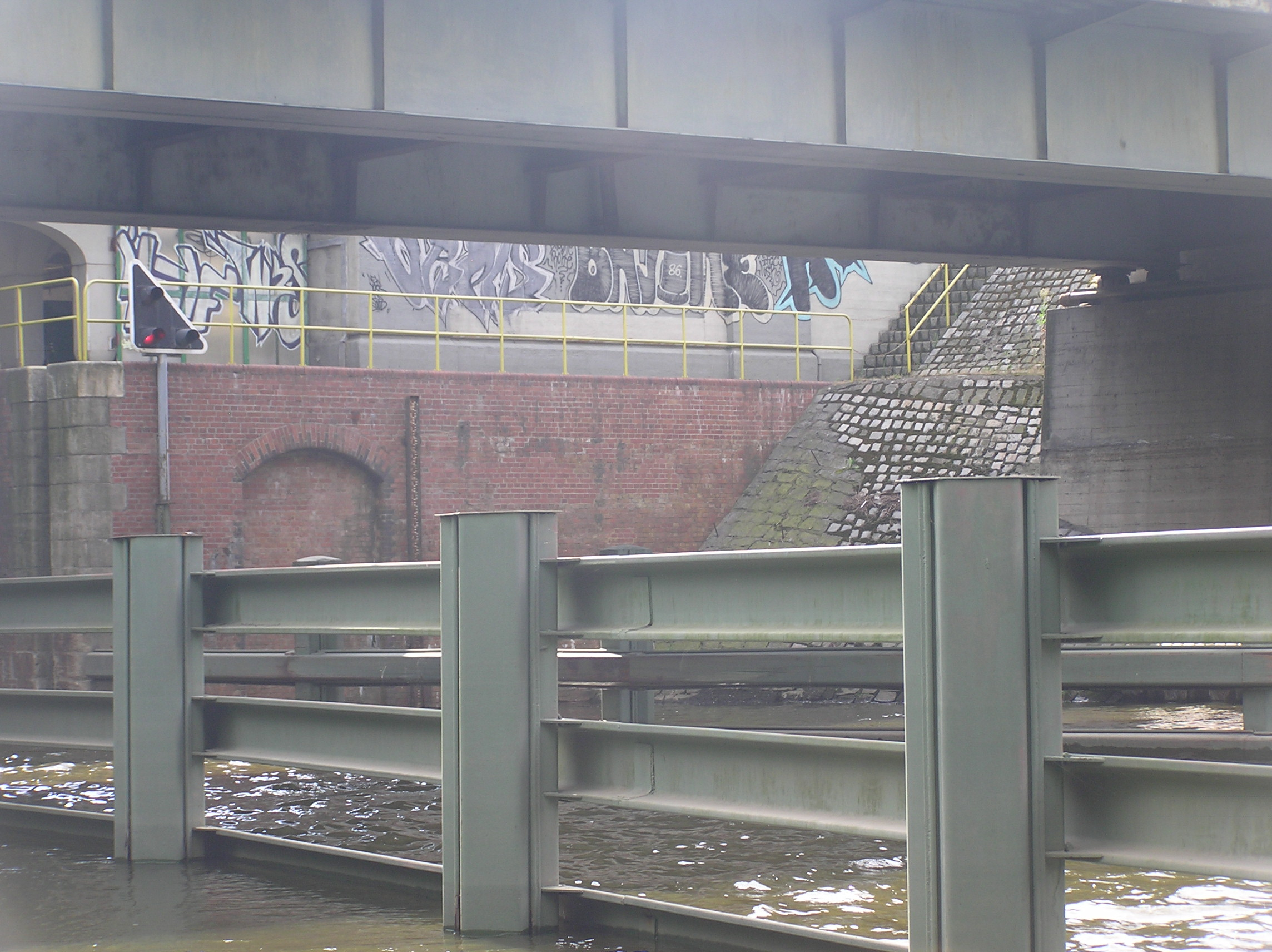
Śluza Zacisze (kierownica, stanowisko dolne)

Stopień Wodny Zacisze – stopień wodny we Wrocławiu, będący jednym ze stopni Odrzańskiej Drogi Wodnej, na jej głównym szlaku wodnym prowadzącym przez miasto, tzw. Głównej Drodze Wodnej.
Stopień piętrzy wody największej z rzek przepływającej przez miasto – Odry; na dwóch kanałach wodnych wybudowanych razem ze stopniami wodnymi w celu ochrony przeciwpowodziowej miasta i budowy nowego – dostosowanego do ówczesnych potrzeb transportowych – szlaku żeglugowego. Obejmuje budowle piętrzące zlokalizowane w rejonie osiedla Zacisze i Kowale – Mirowiec. W obrębie tego stopnia wodnego znajdują się takie budowle hydrotechniczne jak Jaz Zacisze i Śluza Zacisze. Jest to stopień wodny o tyle nietypowy, że w przeciwieństwie do stopni, w których poszczególne budowle piętrzące współpracują przy regulowaniu stanu wody, o tyle na tym stopniu wodnym, śluza i jaz, położone na dwóch odrębnych kanałach, pracują od siebie praktycznie niezależnie; każda z tych budowli może regulować poziom wody wyłącznie na kanale, w którym jest zlokalizowana. Obecnie w eksploatacji pozostaje wyłącznie śluza; jaz kozłowo-iglicowy został złożony na dnie kanału i wyłączony z eksploatacji.

## Elementy stopnia
Stopień ten składa się z dwóch podstawowych elementów hydrotechnicznych, tj. budowli piętrzących, a także budynków oraz obiektów pomocniczych i towarzyszących. Podstawowymi elementami tego stopnia są:
- Jaz Zacisze
- Śluza Zacisze.

Oprócz podstawowych obiektów piętrzących stopnia, wybudowano także elementy pomocnicze i towarzyszące, takie jak między innymi budynki techniczne oraz administracyjne, budynek sterowni śluzy, a także dodatkowe urządzenia i budowle techniczne.

## Historia
Obecny kształt Stopnia Wodnego Zacisze jest wynikiem realizacji inwestycji, polegającej na budowie nowej drogi wodnej oraz nowego systemu zabezpieczenia przeciwpowodziowego miasta, a także innych, następnych inwestycji polegających na modernizacji i budowie nowych obiektów. Inwestycja pierwotna prowadzona była w latach 1913–17. Część obiektów pierwotnie istniejących na stopniu została przebudowana, a część uległa zniszczeniu i została zdemontowana.
| lata    | obiekt                | wydarzenie, rodzaj robót  |
| ------- | --------------------- | ------------------------- |
| 1913    | Stopień wodny Zacisze | budowa – początek         |
| 1917    | Stopień wodny Zacisze | budowa – zakończenie      |
| 1948    | budynek mieszkalny    | przebudowa                |
| 1954    | Jaz Zacisze           | wyłączenie z eksploatacji |
| 1980–89 | budynek mieszkalny    | rozbudowa                 |

## Nazewnictwo
W okresie powojennym, w Polsce, ukształtowało się odpowiednie nazewnictwo w odniesieniu do obiektów stopnia oraz dla obiektów towarzyszących i kanałów wodnych. Nazwy stosowane w odniesieniu do tych obiektów wywodzą się od nazwy osiedla Zacisze, które położone jest na południowym, lewym brzegu Kanału Powodziowego. Dla śluzy i jazu stosuje się nazwę zgodną z nazwą Stopnia Wodnego Zacisze: Śluza Zacisze oraz Jaz Zacisze. Ponieważ współcześnie istniejące obiekty stopnia powstały w czasie, gdy Wrocław przynależał do Niemiec, miały również one wcześniej swoje nazwy niemieckie.
| nazwa obecna             | nazwa niemiecka                                |
| ------------------------ | ---------------------------------------------- |
| Jaz Zacisze              | Nakonzbrücke Wehr                              |
| Śluza Zacisze            | Nakonzbrücke Schleuse                          |
| Ulica Folwarczna         | Zedlitz Weg                                    |
| Mosty Jagiellońskie      | Nakonz Brücke, Wilhelmsruher Schleussen Brücke |
| budynek kierownika śluzy | Schleusemeister Haus                           |

## Lokalizacja stopnia

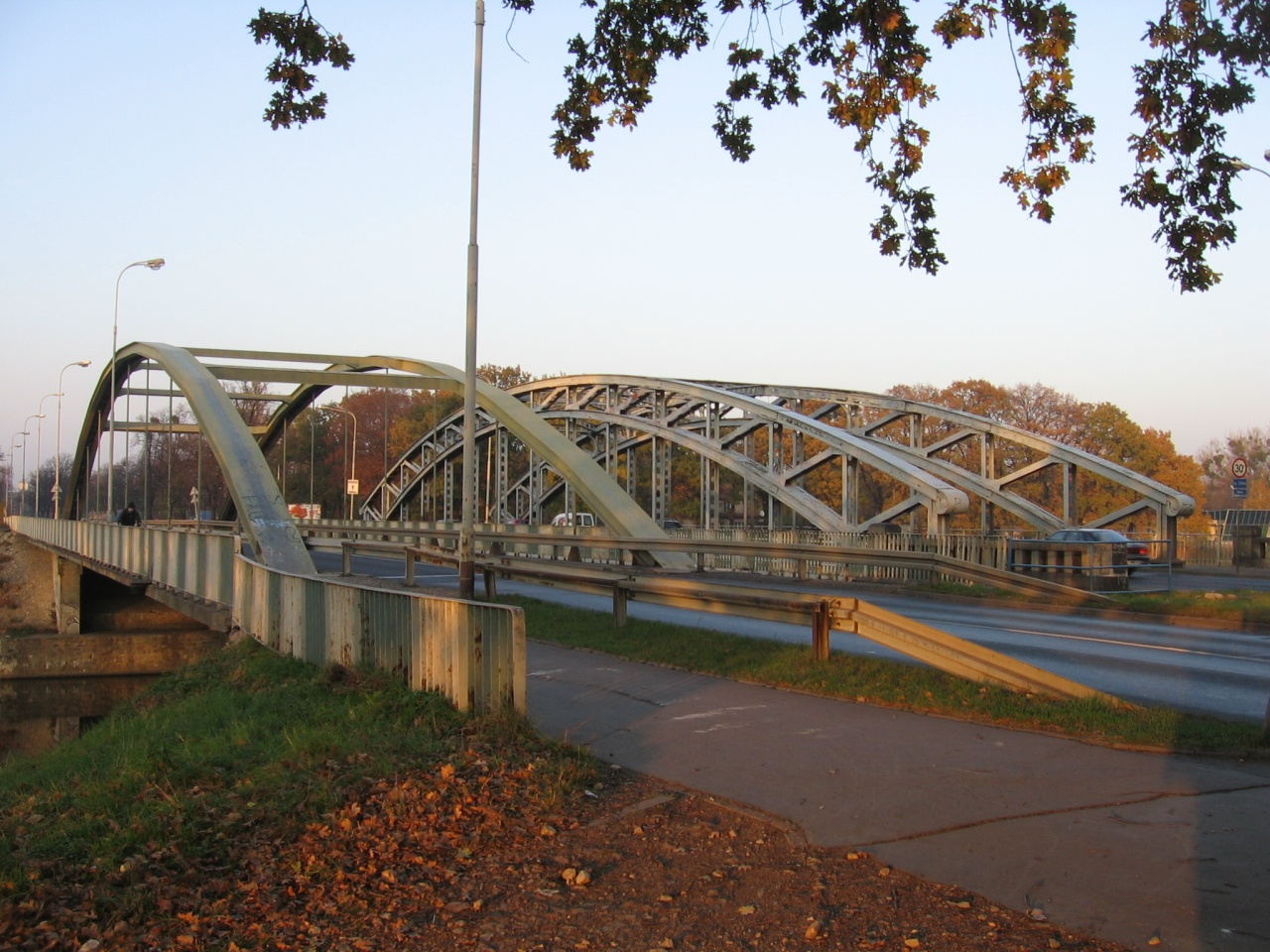
Mosty Jagiellońskie

Stopnień ten obejmuje budowle piętrzące umiejscowione w dwóch kanałach wodnych, rozdzielonych groblą. Korona tej grobli została nazwana Ulicą Folwarczną. Do stopnia prowadzi od strony osiedla Zacisze (z południa) Aleja Kochanowskiego i od strony osiedla Kowale oraz Mirowiec (z północy) Ulica Brücknera, w ciągu której leżą Mosty Jagiellońskie.
Przy stopniu wybudowano przeprawę składającą się obecnie z czterech mostów drogowych – Mosty Jagiellońskie.
| element stopnia | 245,04 km biegu                      | kierunek         | brzeg | przyczółek, ramię kanał                        | elementy pomocnicze, towarzyszące                                                                  |
| --------------- | ------------------------------------ | ---------------- | ----- | ---------------------------------------------- | -------------------------------------------------------------------------------------------------- |
| Jaz Zacisze     | 4,87 km Kanału Powodziowego          | południowy       | lewy  | Zacisze                                        | Most Jagielloński, magazyn                                                                         |
| Jaz Zacisze     | 4,87 km Kanału Powodziowego          | Kanał Powodziowy |       |                                                | Most Jagielloński, magazyn                                                                         |
| Jaz Zacisze     | 4,87 km Kanału Powodziowego          | północny         | prawy | grobla rozdzielająca kanały (Ulica Folwarczna) | Most Jagielloński, magazyn                                                                         |
| Śluza Zacisze   | 249,4 km Odry 5,1 Kanału Żeglugowego | południowy       | lewy  | grobla rozdzielająca kanały (Ulica Folwarczna) | Most Jagielloński, budynki administracyjne i techniczne, budynek sterowni, wrota przeciwpowodziowe |
| Śluza Zacisze   | 249,4 km Odry 5,1 Kanału Żeglugowego | Kanał Żeglugowy  |       |                                                | Most Jagielloński, budynki administracyjne i techniczne, budynek sterowni, wrota przeciwpowodziowe |
| Śluza Zacisze   | 249,4 km Odry 5,1 Kanału Żeglugowego | północny         | prawy | Kowale, Mirowiec                               | Most Jagielloński, budynki administracyjne i techniczne, budynek sterowni, wrota przeciwpowodziowe |

## Miejsce w układzie funkcjonalnym

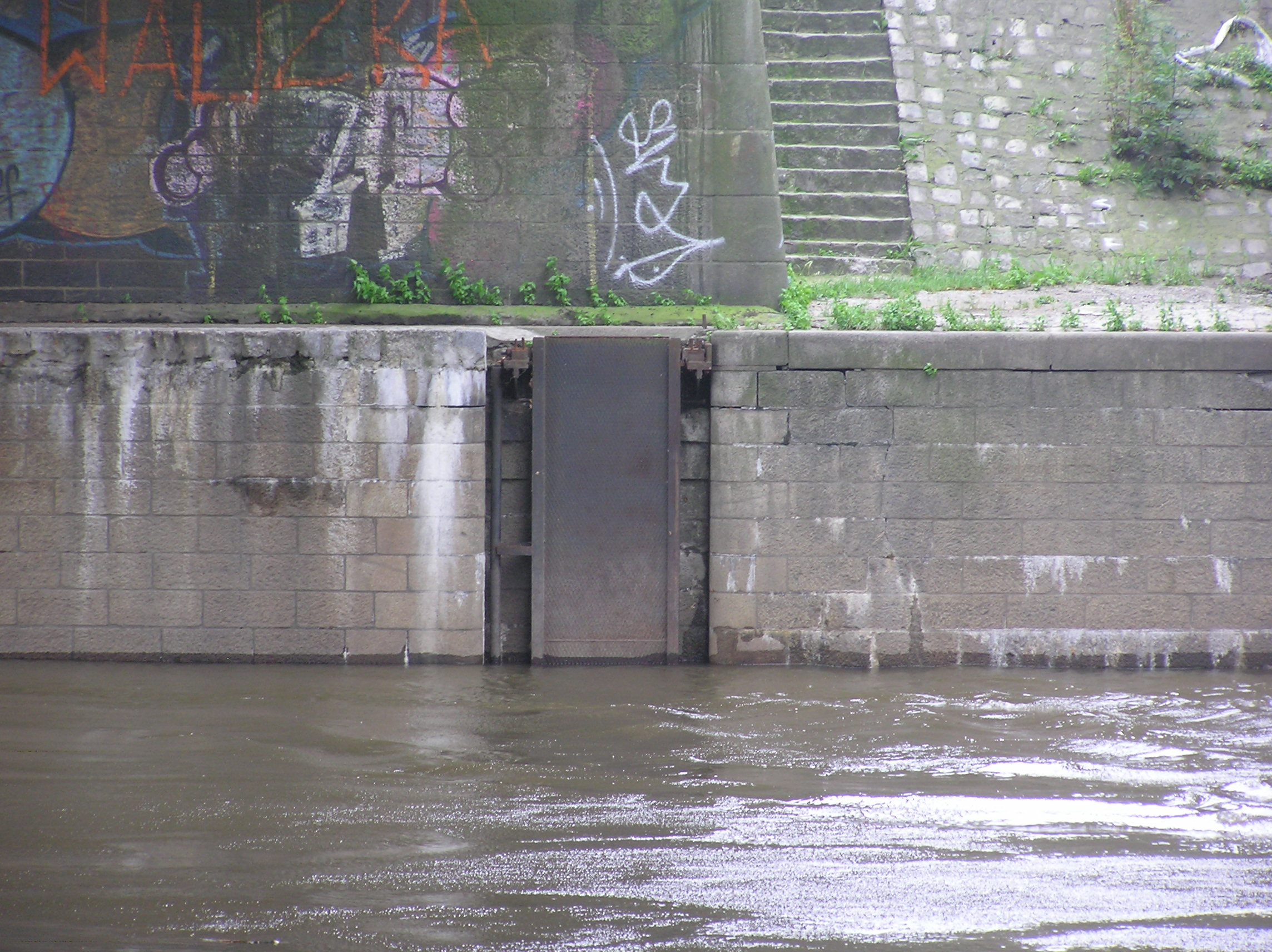
Jaz Zacisze (przyczółek lewy)

Wrocław położony jest nad skanalizowanym odcinkiem rzeki Odra, co oznacza, że Stopień Wodny Zacisze jest jednym z całego ciągu stopni utrzymujących wymagany poziom wody na rzece:
- poprzednim stopniem wodnym jest Stopień Wodny Bartoszowice
- równorzędnie na Miejskiej Drodze Wodnej we Wrocławiu położony jest Stopień Wodny Psie Pole
- następnym stopniem wodnym jest Stopień Wodny Różanka.

Szlak wodny prowadzący przez Stopień Wodny Zacisze jest drogą wodną, w rozumieniu odpowiednich przepisów prawa, tj. rozporządzenia Rady Ministrów w sprawie śródlądowych dróg wodnych – wykaz śródlądowych dróg wodnych; został on ujęty w wykazie śródlądowych dróg wodnych stanowiącym załącznik do tego rozporządzenia, tzw. Odrzańska Droga Wodna, będąca elementem międzynarodowej drogi wodnej E–30. Jest to główny szlak dla tej drogi wodnej, boczny szlak prowadzi przez Stopień Wodny Psie Pole.

## Obiekty podstawowe
Obiekty podstawowe stopnia to obiekty utrzymujące odpowiedni, założony poziom piętrzenia na stopniu oraz realizujące inne, konkretne funkcje, do których dana budowla jest przeznaczona. Spad na stopniu dla normalnego poziomu piętrzenia wynosi: 3,1 dla śluzy; 2,3 m dla jazu – obecnie pozostaje wyłączony z eksploatacji.
| nazwa         | ramię, kanał     | rodzaj      | data powstania | podstawowe dane                                   | foto |
| ------------- | ---------------- | ----------- | -------------- | ------------------------------------------------- | ---- |
| Jaz Zacisze   | Kanał Powodziowy | jaz         | 1917           | przęsła: 54,04 m; zamknięcia: kozłowo-iglicowe    |      |
| Śluza Zacisze | Kanał Żeglugowy  | śluza wodna | 1917           | wymiary: 187,0 × 9,6 m; zamknięcia: wrota wsporne |      |

## Pozostałe obiekty

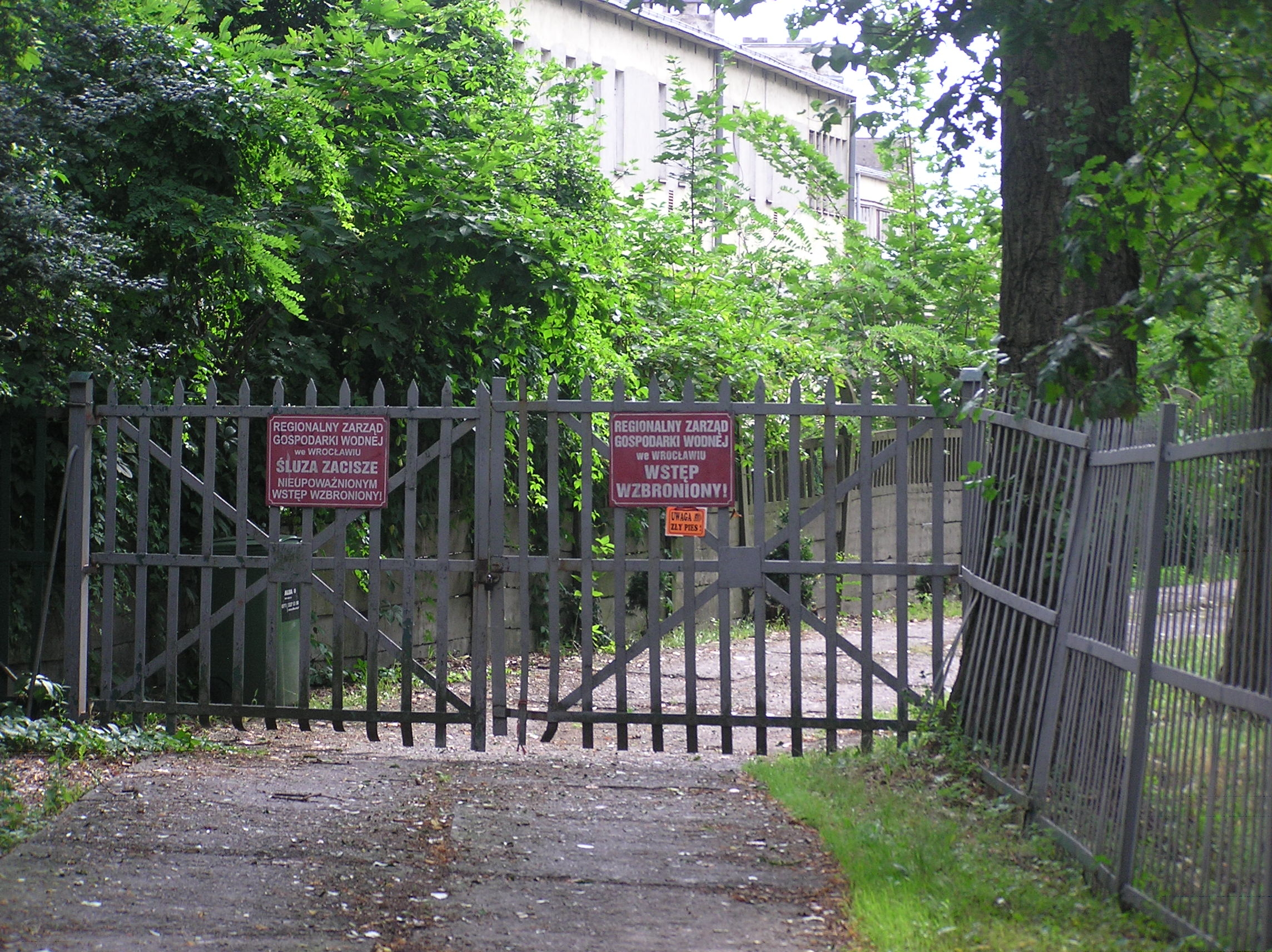
Śluza Zacisze (wjazd na teren śluzy)

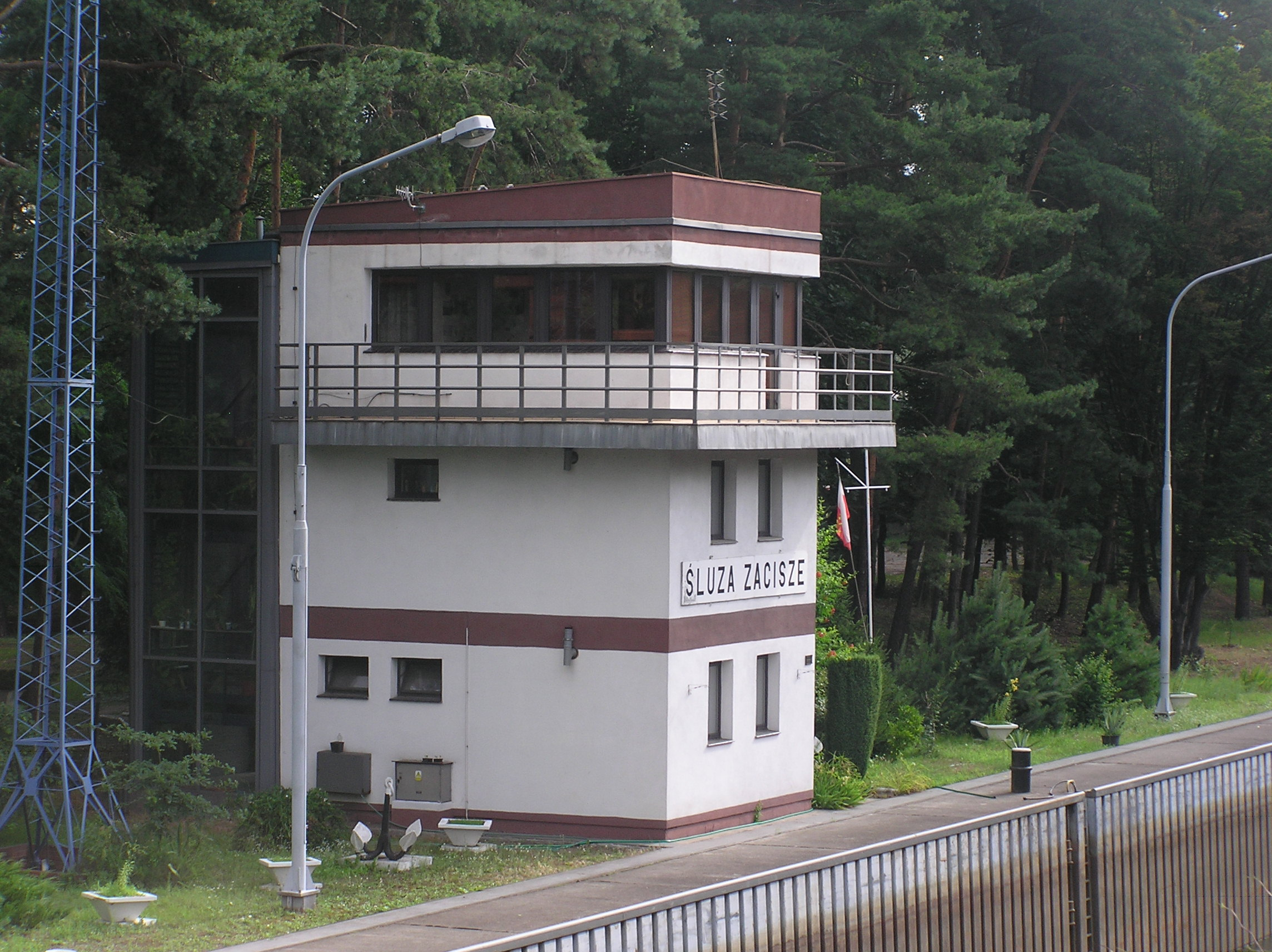
Śluza Zacisze (budynek sterowni)

Wśród obiektów uzupełniających i towarzyszących zrealizowanych w obrębie stopnia wymienić należy:
- Kanał Powodziowy i Żeglugowy, rozdzielone groblą
- Mosty Jagiellońskie
- budynki
  - budynek kierownika stopnia
  - szopa jazowa
  - gospodarczy
  - sterowni śluzy
  - mieszkalny
  - dyżurka i szalet
- tory kolejki do przewozu iglic z obrotnicą
- wrota przeciwpowodziowe w głowie dolnej śluzy[e].